# Parastypiura steffani
Parastypiura steffani är en stekelart som beskrevs av Boucek 1992. Parastypiura steffani ingår i släktet Parastypiura och familjen bredlårsteklar. Inga underarter finns listade i Catalogue of Life.